# Байконыр (река)
Байконы́р (Буланты; каз. Байқоңыр) — река в Улытауском районе Улытауской области.
Образуется при слиянии рек Курамбай (Куанбай) и Актас, текущих с хребта Улытау. Впадает в озеро-солончак Шубартениз. Длина реки 235 км, площадь водосбора 4940 км². Ширина долины поймы 0,05-2 км. Средний годовой расход воды 0,85 м³/с.
Питание реки снеговое. Вода пресная, но летом при понижении уровня воды солёность возрастает. Летом река пересыхает, оставляя лишь небольшие озёра в наиболее глубоких местах.
На реке расположено село Байконур, давшее название космодрому.
На скалах по обоим берегам реки обнаружены петроглифы.
Рядом с рекой в 1728 году произошло Булантинское сражение казахско-джунгарской войны, завершившееся победой казахов.